# Vossenberg (Gemert-Bakel)
Het landgoed De Vossenberg ligt in de gemeente Gemert-Bakel, in de Nederlandse provincie Noord-Brabant. Het landgoed ligt niet ver van Elsendorp en De Rips. Er zijn enkele huizen te vinden en een schooltje is nog herkenbaar, hoewel dit nu tot een tweetal woningen is verbouwd. Het kerkje is, anders dan men in de overwegend katholieke Peel zou verwachten, een protestantse kerk. De Vossenberg is dan ook een protestantse enclave. De helft van de mensen die er wonen zijn echter katholiek van origine.
De eerste protestanten kwamen naar de Peel in 1894. Dat waren landeigenaren en directeuren van ontginningsmaatschappijen. De ontginningen werden mede uitgevoerd door mensen die uit Noord-Nederland kwamen, en moesten kerken in de verafgelegen protestantse kerken te Boxmeer of Veghel. Vanaf 1918 werd een houten arbeidershuisje op De Vossenberg gebruikt als hervormde kerk. De eigenaren van Landgoed De Vossenberg, de familie Groskamp, schonk grond voor een kerk, een pastorie en een begraafplaats. In 1927 kwam, dankzij giften van allerlei mensen, het kerkje gereed, en in 1936 werd een eigen gemeente opgericht. De kerk werd van 1980-1981 vernieuwd. Het is een modern, rustiek, klein kerkje.
Het kerkje is gelegen op tien kilometer afstand van Gemert in het buitengebied. Ook worden er oecumenische diensten georganiseerd, waarbij wordt samengewerkt met de nabijgelegen katholieke parochies van Elsendorp en De Rips.

## Natuur en landschap
Het landgoed De Vossenberg ligt aan een doodlopende weg die aftakt van de Middenpeelweg. De Vossenberg ligt vlak bij het natuurgebied De Krim, dat men te voet via het kerkpad kan bereiken. De Vossenberg ligt aan de Cleefswitroute, een wandelroute vanuit Gemert door de Peel, die 24 km lang is.